# Il presidente del Borgorosso Football Club
Chi non lotta con vigore è peggior di un traditore
Chi si estranea dalla lotta... è un gran fijo de 'na mignotta!»
Il presidente del Borgorosso Football Club è un film commedia italiano del 1970, diretto da Luigi Filippo D'Amico ed interpretato da Alberto Sordi.

## Trama
Benito Fornaciari, funzionario del Vaticano e appassionato di filatelia, eredita dal padre Libero il Borgorosso Football Club, squadra di calcio nel paese romagnolo di Borgorosso. Il calcio non è la sua passione, tuttavia, dopo un primo momento di disinteresse per la squadra, inizia a dedicarvisi completamente, con pessimi risultati: oltre a giocatori scarsi, ingaggia un allenatore italo-peruviano, José Buonservizi, soprannominato lo Stregone, che in breve tempo gli rendono ostile l'intero paese.

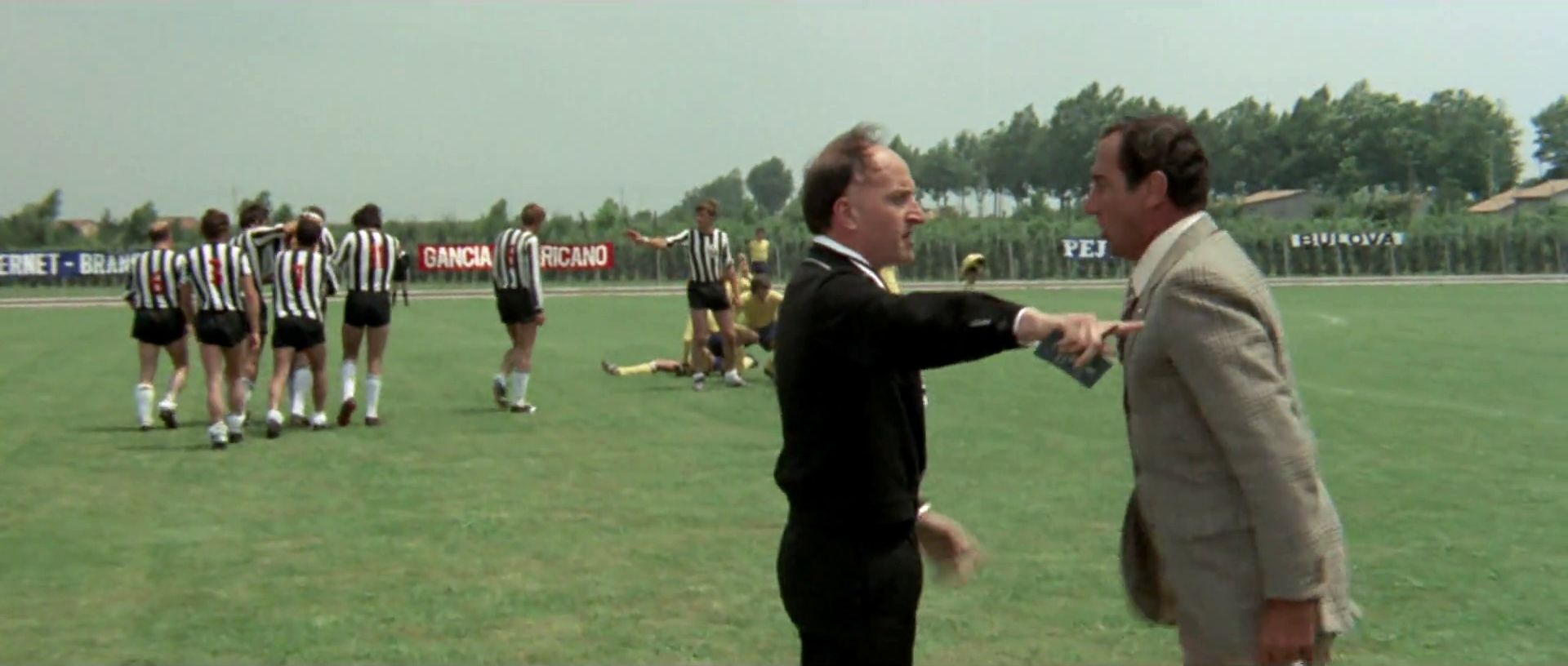
Benito litiga con l'arbitro subito prima della sospensione della partita

Dopo aver esonerato l'allenatore e imposto alla squadra ritiri draconiani basati sul lavoro dei campi, Benito assume direttamente le redini del club facendo da presidente-allenatore e le sorti della squadra sembrano cambiare: il Borgorosso risale in classifica fino a sfiorare la vetta. Tuttavia, in una partita interna con i rivali del Sangiovese, mentre la squadra sta perdendo su rigore provocato dal centravanti Celestino Guardavaccaro, acquistato nel mercato estivo a caro prezzo, Benito entra in campo litigando con l'arbitro e innescando un'invasione di campo da parte dei tifosi con conseguente interruzione della partita e successiva penalizzazione della squadra con squalifica del campo di gioco.
A causa della crisi che investe la società, un gruppo di imprenditori locali avversi al presidente riesce a costringerlo a dimettersi; ma Fornaciari, intervenendo nell'assemblea che dovrebbe sancire l'insediamento della nuova dirigenza, presenta a sorpresa il suo ultimo ingaggio: nientemeno che Omar Sívori. Questo, se da un lato gli assicura l'acclamazione della tifoseria, per contrasto provoca il ritiro della cordata degli imprenditori, la messa in mora della società e il pignoramento di tutte le proprietà di Benito e perfino del pullman della squadra. Di ciò non si cura Benito che, ritornato presidente, parte con i tifosi in festa, assieme alla squadra, su un autocarro per il bestiame per raggiungere lo stadio in campo neutro.

## Produzione

### Sceneggiatura
Il personaggio di Sordi sembra rifarsi ampiamente alle vicende del presidente romagnolo Dino Manuzzi che nel 1967/1968 portò il Cesena Football Club (con il quale la squadra del Borgorosso condivide i colori bianco e nero a strisce, come la portava il Cesena a quel tempo) in Serie B. Sordi ammise che si ispirò anche alle vicende di Ernesto Brivio, caratteristico presidente della Lazio nel 1962/1963, che si indebitò pesantemente, e del quale Sordi conosceva personalmente la famiglia.

### Riprese
Il film fu girato a Bagnacavallo (RA), allo stadio di Molinella (BO), alla Casa Vinicola Valli e agli stadi di Faenza (RA) e Lugo (RA).
Il casolare invece si trova nel comune di Modigliana (FC), podere detto appunto Borgo Rosso.

## Commemorazioni
Una squadra di calcio chiamata Borgorosso Football Club 1919 è stata veramente fondata dal giornalista Giovanni Lacagnina per commemorare Alberto Sordi e il film. Venne presentata alla stampa l'11 novembre 2006 con il patrocinio del Comune di Roma e successivamente iscritta al campionato dilettanti  di Terza Categoria.